# Kraftnetz
Kraftnetz ist eine umgangssprachliche, historisch entstandene Bezeichnung für einen Teil des Niederspannungsnetzes im öffentlichen Stromnetz, welches Verbraucher mit elektrischer Energie versorgt. Der zur Verfügung gestellte Dreiphasenwechselstrom wird dabei umgangssprachlich als Kraftstrom, Drehstrom, Baustrom oder fälschlich auch als Starkstrom bezeichnet.

## Begriffsentstehung
Früher benötigten private Verbraucher für Beleuchtung, Radiogeräte, und Fernseher nur geringe Energiemengen. Meist wurde in Privathaushalten nur eine Phase (Außenleiter) des in Europa üblichen Dreiphasenwechselstroms mit 400 V (früher 380 V) Netzspannung und einer Netzfrequenz von 50 Hz gegen den Neutralleiter angeschlossen. So wurden 230 V (früher 220 V) Wechselstrom, auch als Lichtstrom oder Haushaltstrom für die Steckdosen (in Deutschland und Österreich Schuko, in der Schweiz SEV 1011, damals vorwiegend T1, T2) bereitgestellt.
Nur gewerbliche oder industrielle Verbraucher benötigten höhere Leistungen und nutzten den Kraftstrom. Hauptsächlich zum Betrieb leistungsstärkerer Elektromotoren als Maschinenantrieb, beispielsweise auch auf Baustellen für Kreissägen und Betonmischer. Dabei wurde, abweichend zur Terminologie in der Physik, der Begriff Kraft gleichbedeutend mit mechanischer Arbeit gebraucht, wodurch der Begriff Kraftnetz entstanden ist. Auch der Begriff Kraftwerk wurde so geprägt.

## Verbreitung
Heute ist Dreiphasenwechselstrom für Hausanschlüsse generell üblich, um größere Verbraucher bis zu einigen zehn Kilowatt wie Elektroherde, elektrische Durchlauferhitzer, Saunaöfen oder Ladegeräte für Elektroautos zu betreiben. In der Hausverteilung, die auch den Stromzähler aufnimmt, werden mehrere, meist einzeln durch Leitungsschutzschalter abgesicherte Stromkreise auf den verschiedenen Phasen installiert. Damit werden Verbraucher für 230 Volt Wechselstrom gleichmäßig in das Kraftnetz eingebunden. Größere Verbraucher wie Waschmaschine oder Geschirrspüler werden dabei meist einzeln abgesichert.
In der Schweiz sind vor allem im gewerblichen und industriellen Bereich Dreiphasenstecker und -dosen üblich (T15 sowie T25 nach SEV 1011), man findet diese aber auch in Wohnungen zum Anschluss größerer Verbraucher wie beispielsweise Waschmaschinen.
Auf Baustellen oder im mobilen Einsatz kommen Baustromverteiler oder CEE-Stromverteilung mit genormten Anschlüssen nach IEC 60309 zum Einsatz, um die benötigten Spannungen bereitzustellen und die Anschlüsse abzusichern.
Üblich sind folgende Anschlüsse:
| Spannung U                      | Stromstärke I | Leistung P |
| ------------------------------- | ------------- | ---------- |
| 230 V (Licht- / Haushaltsstrom) | 10 A          | 2,3 kW     |
| 230 V (Licht- / Haushaltsstrom) | 16 A          | 3,68 kW    |
| 400 V (Kraftstrom)              | 10 A          | 6,9 kW     |
| 400 V (Kraftstrom)              | 16 A          | 11,0 kW    |
| 400 V (Kraftstrom)              | 32 A          | 22,0 kW    |
| 400 V (Kraftstrom)              | 63 A          | 43,6 kW    |
| 400 V (Kraftstrom)              | 125 A         | 86,6 kW    |